# جيلبرت بيكر

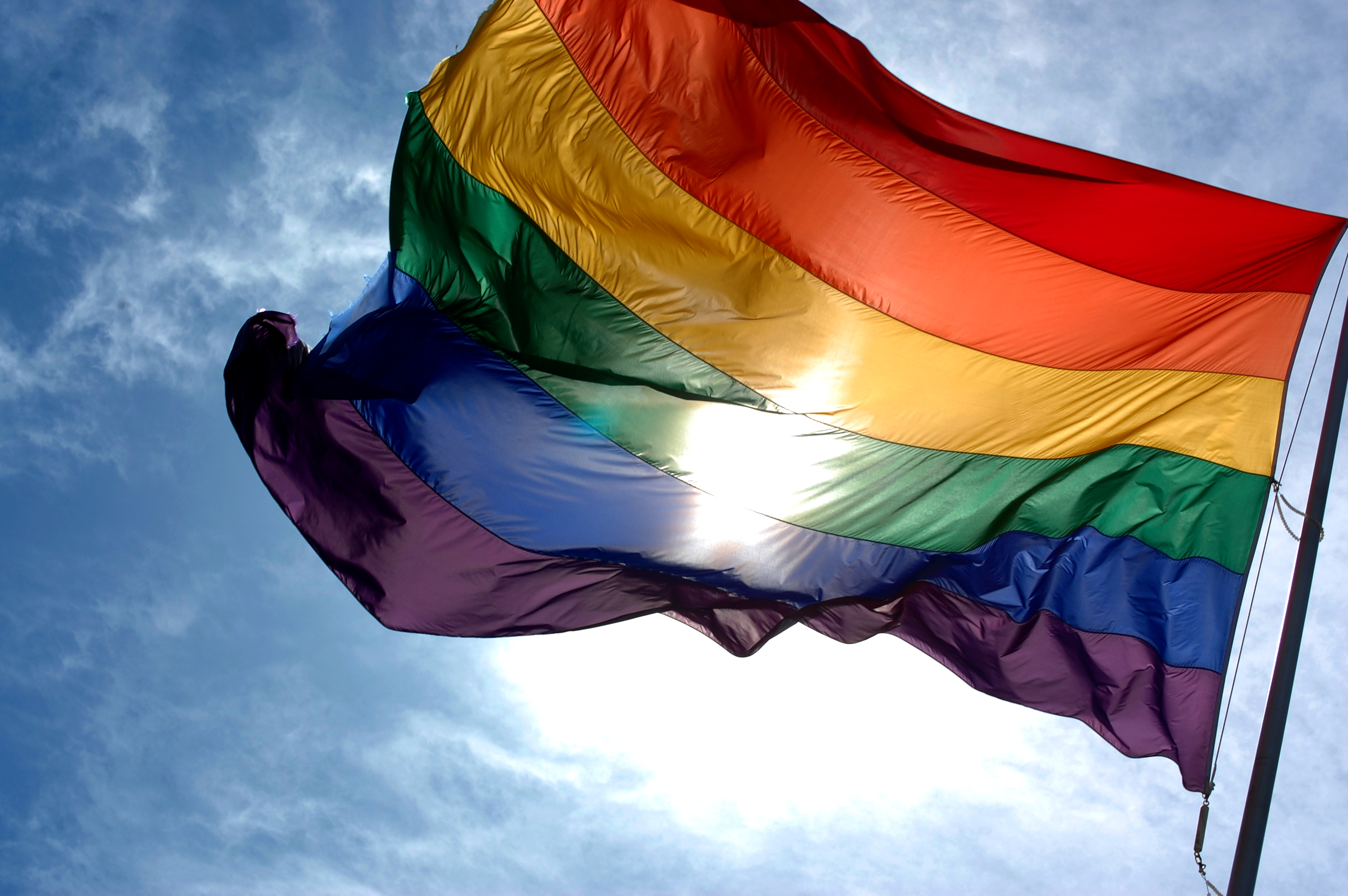
علم الفخر

جيلبرت بيكر (بالإنجليزية: Gilbert Baker)‏ (مواليد 2 يونيو 1951 في كانساس - 31 مارس 2017) هو فنان مثلي الجنس وناشط حقوق مدنية، يعود له الفضل بتصميم علم قوس قزح (علم المثليين) في سنة 1978. أصبح العلم رمزاً للدفاع عن حقوق المثليين في جميع أنحاء العالم، وسمي بعلم الفخر.

## حياته
ولد بيكر في بارسونز في ولاية كانساس الأمريكية، وكانت جدته تمتلك محل ملابس نسائية. وخدم في الجيش الأمريكي بين عامي 1970 - 1972. بدأ بالحركات الاجتماعية للمثليين وجعل من سان فرانسيسكو مركزاً لذلك. وبعد تسريحه من الجيش بدأ بتعلم الخياطة. وقد استخدم مهارته لإنشاء لافتات لحقوق المثليين ومسيرات الاحتجاج المناهضة للحرب، ومن خلال نشاطاته ولقائاته أصبح صديقاً لهارفي ميلك.
في عام 1979 بدأ العمل لدى شركة بارامونت فلاغ، صمم بيكر للعديد من الشخصيات وقيادات الدول المهمة مثل ديان فينستين، ورئيس مجلس الدولة الصيني، ورئيس فرنسا، ورئيس الفلبين، ورئيس فنزويلا، ووللبلاط الملكي الإسباني، وغيرهم الكثير. كما شارك بتصميم الأعلام في المناسبات المدنية والمحلية المختلفة، وفي سنة 1984 صمم أعلام المؤتمر الوطني الديمقراطي.
انتقل بيكر بعد ذلك إلى مدينة نيويورك سنة 1994، والتي عاش بها لبقية حياته وواصل فيها أعماله وتصميماته. وخلال نفس العام صمم أكبر علم في العالم (في ذلك الوقت) احتفالاً بالذكرة السنوية الخامسة والعشرون لأعمال الشغب في ستونيوال والتي جرت أحداثها سنة 1969.
في الذكرى الـ25 لاستحداث علم المثليين، قام بيكر بعمل علم قوس قزح امتد من خليج المكسيك إلى المحيط الأطلسي في كي ويست، بعد الاحتفال تم إرسال أكثر من 100 قسم من هذا العالم لأكثر من 100 مدينة حول العالم.

## وصلات خارجية
- جيلبرت بيكر على موقع IMDb (الإنجليزية)

- الموقع الرسمي